# Större eklavmätare
Större eklavmätare, Hypomecis roboraria är en fjärilsart som först beskrevs av Michael Denis och Ignaz Schiffermüller 1775. Enligt Dyntaxa ingår Större eklavmätare i släktet Hypomecis men enligt Catalogue of Life är tillhörigheten istället släktet Boarmia. Enligt båda källorna tillhör Större eklavmätare familjen mätare, Geometridae. Arten är reproducerande i Sverige. Fyra underarter finns listade i Catalogue of Life, Boarmia roboraria amplaria Wileman, 1911, Boarmia roboraria demonstrata Prout, 1917, Boarmia roboraria displicens Butler, 1879 och Boarmia roboraria nipponica Inoue, 1955.

## Bildgalleri

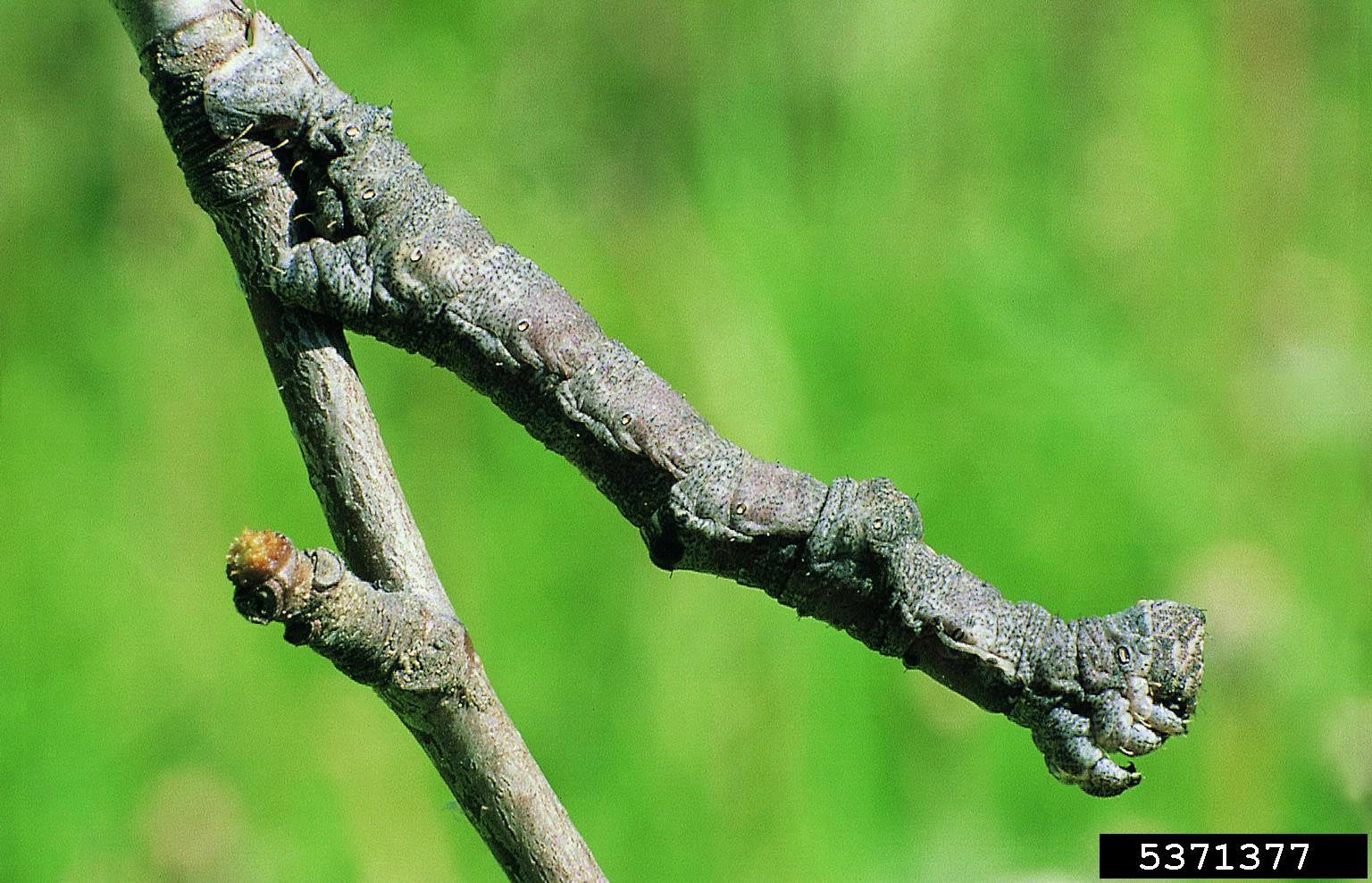
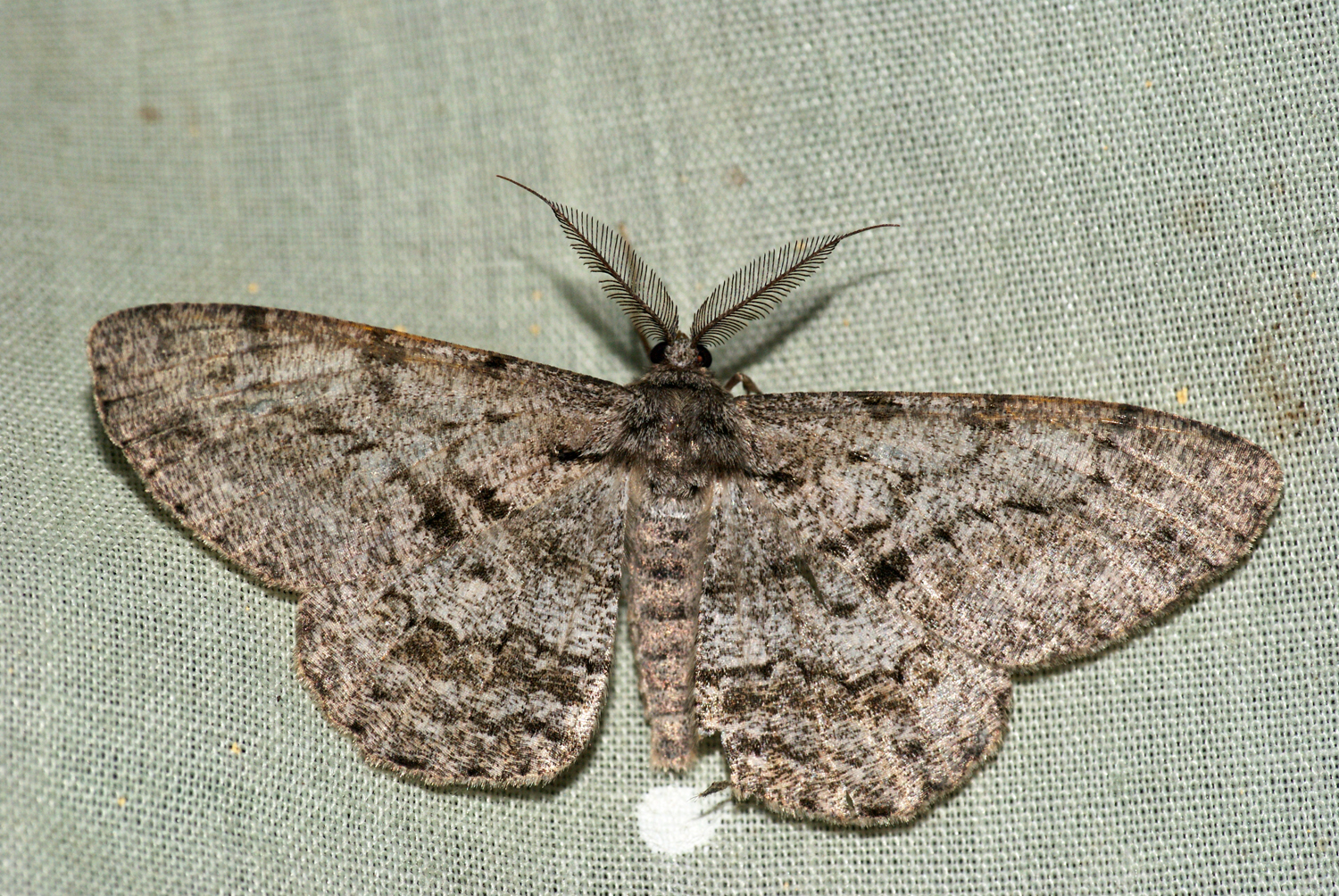
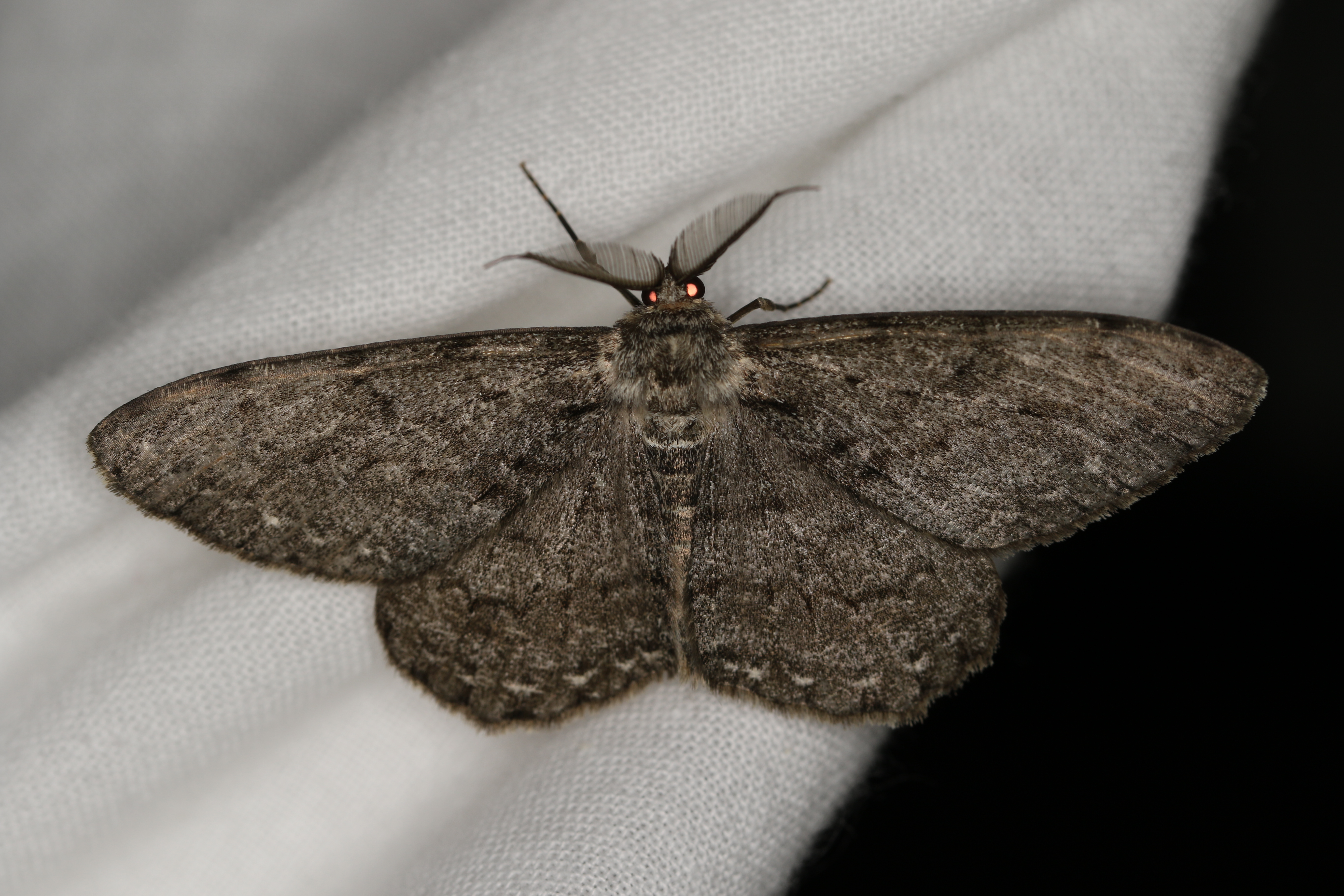